# Majgull Axelsson
Majgull Axelsson (ur. 14 lutego 1947 w Landskronie) – szwedzka pisarka i dziennikarka.

## Życiorys
Majgull Axelsson wychowała się w Nässjö i zdobyła zawód dziennikarza w szkole dziennikarskiej Poppius. Jako dziennikarka interesowała się rynkiem pracy i gospodarką. Była rzecznikiem przy Ministerstwie Spraw Zagranicznych Szwecji oraz redaktorem naczelnym magazynu „Beklädnadsfolket”. Jej pierwsze książki były reportażami na temat problemu prostytucji dziecięcej i dzieci ulicy Trzeciego Świata, jak i również biedy w Szwecji.
Jako powieściopisarka zadebiutowała w roku 1994 książką Droga do piekła. Za swoje pisarstwo była wielokrotnie nagradzana. Jej książki zostały przetłumaczone na 23 języki. Jako dramatopisarz zadebiutowała w 2002 utworem LisaLouis, wystawionym w Kungliga Dramatiska Teatern w Sztokholmie.
Mieszka na wyspie Lidingö w Sztokholmie.

## Wybrane pozycje przetłumaczone na język polski
- Daleko od Niflheimu (Långt borta från Nifelheim) (1994, wyd. polskie 2003, drugie wydanie polskie pod tytułem Droga do piekła 2008, tłum. Halina Thylwe)
- Kwietniowa czarownica (Aprilhäxan) (1997, wyd. polskie 2002, tłum. Halina Thylwe)
- Dom Augusty (Slumpvandring) (2000, wyd. polskie 2006, tłum. Katarzyna Tubylewicz)
- Ta, którą nigdy nie byłam (Den jag aldrig var) (2004, wyd. polskie 2008, tłum. Katarzyna Tubylewicz)
- Lód i woda, woda i lód (Is och vatten, vatten och is) (2008, wyd. polskie 2010, tłum. Katarzyna Tubylewicz)
- Pępowina (Moderspassion) (2011, wyd. polskie 2013, tłum. Katarzyna Tubylewicz)
- Ja nie jestem Miriam (Jag heter inte Miriam) (2014, wyd. polskie 2015, tłum. Halina Thylwe)